# Попова Алла Борисівна
Попова Алла Борисівна (14 жовтня 1964 року) — українська поп-співачка, народна артистка України.

## Життєпис
Алла Попова народилася 14 жовтня 1964 року в місті Біла Церква на Київщині.
1985 - закінчила Рівненський інститут культури, факультет вокально-хорового мистецтва, навчалась у класі Володимира Пекаря. В роки навчання (1980-85) співала у джаз-оркестрі Ігоря Перчука.
В 1991 році вона стала дипломантом Червоної рути у Запоріжжі.
У 1992 — дипломант Славянського базару, а у 1993 — лауреат другої премії.
Наприкінці 1994 року, після співпраці з Олександром Тищенком, продюсуванням Алли Попової займався композитор, аранжувальник, звукорежисер Олександр Мельник.
В 1993 — лауреат фестивалю «Червона рута».
В 1996 — перемогла на міжнародному конкурсі «Голос Азії».
В 1997 році присвоєне звання Заслуженої артистки України — з того часу вона продюсує себе сама.
З 2001 викладає в Київському університеті мистецтв на кафедрі естрадного вокалу.

## Дискографія
- «Ріка Бажання»
- «Не вірю в слова сумні»
- «Солодкий струм весни»
- «Я прийду до тебе вчора»,
- «Сувенір»
- «Доля осінь»
- «Черный жемчуг»
- «Острова любви»
- «Женщина»
- «Найдорожче»
- «Моя любовь»